# Cine Apollo
El Cine Apollo (en alemán: Apollo Kino) se encuentra en Gumpendorfer Strasse 63, en la esquina con Kaunitzgasseel, sexto distrito municipal de Mariahilf en la ciudad de Viena y se inauguró el 11 de noviembre de 1929 adaptando las instalaciones del Teatro Apolo, que había sido construido en 1904. Inicialmente contaba de 1500 asientos y actualmente tiene 2160 asientos distribuidos en 12 salas de cine y se beneficia de su proximidad a Mariahilferstrasse, convirtiéndose en uno de los mayores cines de Austria.

## El Palacio Kaunitz
En el solar de Gumpendorfer Straße en la esquina de Kaunitzgasse se encontraba el Palacio Kaunitz, perteneciente a la familia de nobleza de Bohemia del mismo nombre con fuertes lazos en la diplomacia y en la corte de los Habsburgo, especialmente en el siglo XVIII. En el siglo XIX el palacio fue usado como escuela y en 1903, algunas de sus partes y los jardines fueron vendidos al abogado Ludwig Herz (1863-1904), quien obtuvo la autorización para construir en el lugar edificios residenciales y comerciales, así como un pequeño teatro.

## El Teatro Apollo
En 1904 se completó la construcción diseñada por el arquitecto Eduard Prandl (1871-1922), que constaba de 3 edificios residenciales con departamentos, un hotel y el Teatro Apollo, en cuyo día de inauguración, 3 de septiembre de 1904, Herz se suicidó debido a sus problemas financieros.
Bajo la dirección de Ben Tieber (1867-1925), su propietario a partir de 1905, el Apollo pronto superó en recaudación a su competidor, el teatro Ronacher ubicado en el primer distrito que era uno de los cabarés-teatro más populares de la ciudad. Se especializaba en desnudos y pasaron por su escenario el conjunto de las Folies Bergère y la exótica Mata Hari.
Después de la Primera Guerra Mundial el Apollo decayó igual que el Ronacher, no pudo contratar estrellas con reconocimiento internacional, fue cerrado en 1928 y el 22 de diciembre de ese año la empresa Kiba compró la propiedad.

## Adaptación como cine
En 1928, la compañía Kiba, que se dedicaba a operar salas de cine en Viena, compró el teatro y año siguiente lo hizo reconvertir a un cine por el arquitecto Carl Witzmann (1883-1952), quien por más de una década, había sido uno de los arquitectos cinematográficos más solicitados de Austria y pudo con su proyecto superar al del arquitecto Hubert Gessner (1871-1943). Esto ocurrió en la cumbre de la edad de oro del cine.
Witzmann decidió —en concordancia con los tiempos políticos— usar el rojo como el color dominante y lo aplicó en los pisos, fachada, mobiliario e incluso en el empapelado de las paredes. El Apollo abrió en 1929 ofreciendo películas sin sonido pese a que para esa fecha ya había muchas salas para filmes sonoros operando en Estados Unidos y Europa. Kiba trató de mejorarlo adquiriendo un Christie-Unit Organ, un instrumento sofisticado con el que se esperaba complementar las películas mudas exhibidas, que fue inaugurado por el organista William G. Barnes. Pronto se vio que la experiencia no era exitosa porque el sonido en las películas no era una simple moda pasajera y fue así que se lo incorporó al año siguiente y se convirtió en una de las salas principales de Viena, a menudo utilizada para los estrenos. Era el segundo cine en tamaño de Austria, después del Cine Busch -Busch Kino- ubicado en el distrito 2 de la misma ciudad.

## Segunda Guerra Mundial
Los nazis —como lo habían sido sus antecesores socialdemócratas— eran fuertes partidarios de los medios modernos de comunicación y del control sobre ellos. Por lo que, durante la Segunda Guerra Mundial, al igual que otros cines de Viena, fue confiscado por el gobierno nazi y operado por la compañía Nationalsozialistische Ostmarkische Filmtheater, y solo al final del conflicto bélico fue devuelto a sus propietarios originales.
La época que siguió continuó siendo favorable para el cine pero para 1962 la diversidad de los gustos del público exigía salas más especializadas por lo cual fue seccionado en 3 salas hasta 1992 en que fue cerrado para refaccionarlo. Para esa fecha sus rivales tradicionales como el Gartenbaumkino y el Taborkino, ya habían desaparecido o habían sido como el Weltkino de la calle Gürtel transformado en salas para películas pornográficas.

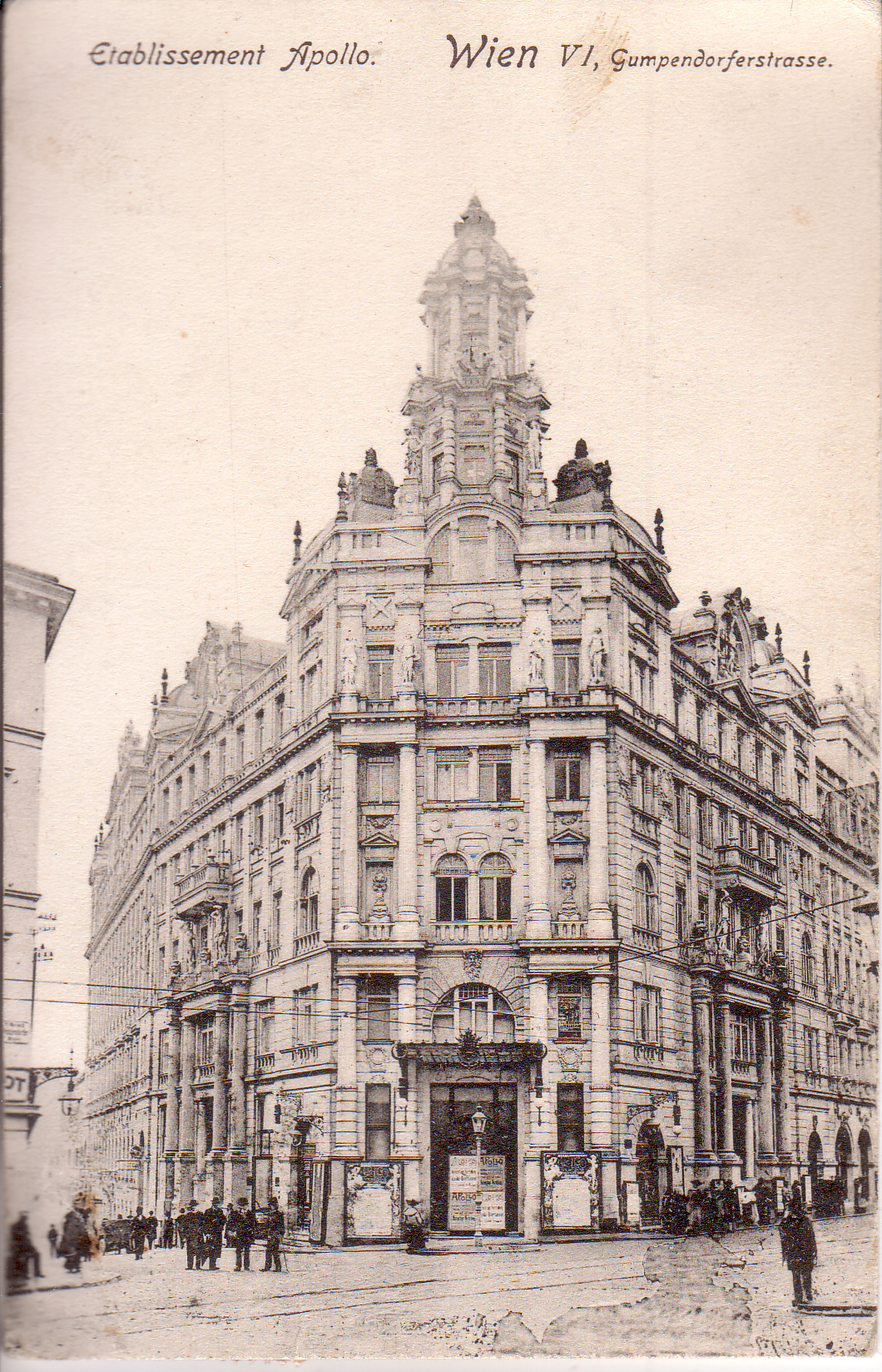
Cine Apollo en 1905.

Reabrió en 1993 convertido en un cine multisala y en 1996 tuvo una nueva transformación con la cual pasó a tener 12 salas, la mayor con 504 asientos. Desde 1997 está operado por el Grupo Constantin, al igual que otros complejos multisalas de Austria y Alemania.
Al ser reinaugurado el Apollo era la mayor sala de cine de Viena y en el primer año vendió el 80 % de las entradas de cine de Austria. Posteriormente, llegaron otros cines multisalas de más tamaño, como el UCI Kinowelt en la Millennium City que tiene más de 3500 butacas en 21 salas.
Los cambios hicieron perder al Apollo su aroma original, carece de identidad propia y lo convirtieron en uno de los muchos templos del consumismo. La fachada del Apollo con su torre central iluminada como un faro, es visible desde varios puntos de la Wienzeile y junto con la torre Flak a su lado, son puntos emblemáticos del distrito de Mariahilf.
Se encuentra próximo a atracciones como el Naschmarkt, la zona de Gumpendorferstraße con muchos bares, restaurantes y cafés; la Haus des Meeres; la Iglesia Mariahilferkirche; y la calle Mariahilferstraße.